# Boucan-Carré
Boucan-Carré (Haïtiaans-Creools: Boukan Kare) is een stad en gemeente in Haïti met 56.000 inwoners. De gemeente maakt deel uit van het arrondissement Mirebalais in het departement Centre.
De gemeente is bergachtig, doorsneden door diepe valleien. Het belangrijkste dorp van Boucan-Carré heet Chambeau. Deze ligt aan de rivier Boucan-Carré. Op vrijdag is er markt in Chambeau, dan komen er veel mensen van buiten het dorp.
In het verleden lag Boucan-Carré erg geïsoleerd. Om het bereiken moest men door een voorde de rivier Fonds d'Enfer oversteken. De bereikbaarheid is sterk verbeterd toen er een brug over deze rivier gebouwd is door MINUSTAH. Deze brug is geopend op 27 september 2009. Enkele jaren eerder was de weg naar de hoofdstad Port-au-Prince sterk verbeterd, met hulp van de Verenigde Naties. Deze stad is nu in 2 uur te bereiken.
In Boucan-Carré worden twee scholen, een ziekenhuis en een kerk ondersteund vanuit de Verenigde Staten. Een nieuwe basisschool is gereedgekomen in 2005. In 2010 is begonnen met de bouw van een tweede middelbare school. Vanaf 2008 is er mobiele telefonie in de gemeente.
Na de aardbeving van 2010 zochten veel mensen uit Port-au-Prince hun toevlucht bij familieleden in Boucan-Carré, wat een grote druk op de plaatselijke voorzieningen legde.

## Indeling
De gemeente bestaat uit de volgende sections communales:
| Nr. | Naam            | Km²    | Inw.2015 |
| --- | --------------- | ------ | -------- |
| 1   | Petite Montagne | 88,10  | 9.962    |
| 2   | Boucan Carré    | 121,67 | 22.204   |
| 3   | Les Bayes       | 143,86 | 23.862   |